# Бабеевка (Смоленская область)
Бабеевка — деревня в Кардымовском районе Смоленской области России. Входит в состав Первомайского сельского поселения. Население — 4 жителя (2013 год).
Расположена в центральной части области в 11 км к юго-востоку от Кардымова, в 8 км южнее автодороги Р134 «Старая Смоленская дорога» Смоленск — Дорогобуж — Вязьма — Зубцов. В 8 км северо-западнее деревни расположена железнодорожная станция Кардымово на линии Москва — Минск.

## История
В годы Великой Отечественной войны деревня была оккупирована гитлеровскими войсками в августе 1941 года, освобождена в сентябре 1943 года.